# Xã Tower, Quận Cass, Bắc Dakota
Xã Tower (tiếng Anh: Tower Township) là một xã thuộc quận Cass, tiểu bang Bắc Dakota, Hoa Kỳ. Năm 2010, dân số của xã này là 54 người.